# التصنيفات الدولية لسلطنة عمان
تتضمن هذه المقالة التصنيفات العالمية لسلطنة عُمان.

## التصنيفات الدولية
| المنظمة                          | الاستطلاع                   | التصنيف   |
| -------------------------------- | --------------------------- | --------- |
| معهد الاقتصاد والسلام            | مؤشر السلام العالمي         | 21 من 144 |
| برنامج الأمم المتحدة الإنمائي    | مؤشر التنمية البشرية        | 56 من 182 |
| منظمة الشفافية الدولية           | مؤشر مدركات الفساد          | 39 من 180 |
| المنتدى الاقتصادي العالمي        | تقرير التنافسية العالمية    | 41 من 133 |
| المنظمة العالمية للملكية الفكرية | مؤشر الابتكار العالمي، 2024 | 74 من 133 |